# 富士電機
富士電機株式会社（ふじでんき、英: FUJI ELECTRIC CO.,LTD.）は、東京都品川区大崎に本社を置く、日本の大手電機メーカーである。古河機械金属（旧・古河鉱業）・古河電気工業・富士通とともに古河グループ（古河三水会）の中核企業（理事会社）である。重電5社（日立製作所・東芝・三菱電機・富士電機・明電舎）の一角。日経平均株価およびJPX日経インデックス400の構成銘柄の一つ。

## 概要
大型電気機器を主力製品とする日本の大手重電メーカーの1社である。
同業他社には、日立製作所、東芝、三菱電機、明電舎などがある。
古河電気工業とドイツのジーメンス社（当時の呼称。現在は日本語圏内ではシーメンスと読むようになった）が資本・技術提携を行い設立した会社である。そのため、現在も古河グループで形成される古河三水会の中軸となる10社の理事会社のうちの1社となっている。
中心となる富士電機機器制御株式会社 (FCS)他、子会社116社及び関連会社21社を傘下に持つ。
2003年（平成15年）10月より持株会社制を導入し、「富士電機ホールディングス株式会社」と社名を変えていたが、2011年（平成23年）4月に廃止し、現在の社名に戻した。
2007年（平成19年）シーズンより、日本プロサッカーリーグ（Jリーグ）ジェフユナイテッド市原・千葉のオフィシャルパートナーとなっており、ユニフォームの胸部にロゴが掲出されている。
純粋持株会社化を翌年に控えた2002年（平成14年）より、Fuji Electric の頭文字「Fe」を図案化したグループシンボルマークに変更、グループステートメント「e-Front runners」を組み合わせたグループブランドを導入した。2012年7月からは、シンボルマークはそのままで、「e-Front runners」に変わるブランドステートメント「Innovating Energy Technology」を導入した。

### 事業の特徴
かつては家電製品も製造していたが、販売チャネルの面で乏しく、1976年（昭和51年）に同じ古河グループのゼネラルに事業譲渡した。
以前、「エネルギーとエレクトロニクスの富士電機」のキャッチコピーで広告していたが、東芝も同じ形容詞を社名に冠したため、次第にこの表現は使用しなくなった。
自動販売機の分野では、国内1位のシェアであり、三洋電機株式会社から製造子会社株式の譲渡を受けて規模を拡大したことによって、そのシェアは過半数となった。その技術力を駆使し、最近は日本コカ・コーラと共同開発したピークシフト自動販売機、セブン-イレブン・ジャパンと共同開発した同社店舗内セブンカフェ用コーヒードリップマシン、JR東日本グループと共同開発した次世代自動販売機などを世に送り出している。
発電関連設備にも強く、特に地熱発電分野では、世界で4割のシェアを持ち、世界一である。
長年「電気を自在に操る技術」に長けて来た企業として、スマートグリッドの展開にも積極的に動いており、各地の実証実験等にも参加している。
2024年頃には「パワーエレクトロニクスを社会のちからに、優しさに。」とパワーエレクトロニクスを前面に出したコンセプトを使用しており、同年始からは、斎藤工と向里祐香が出演する企業イメージテレビCMを制作・放映している（テレビCMは18年ぶりとなっている）。

### 社名の由来
「富士」の由来は、富士電機の命名に際して親会社古河電気工業の「ふ」と設立時に技術提携をしたドイツのジーメンス・AGの「じ」を一音ずつ取ったことによる。漢字は富士山をイメージできるところからこの表記となった。かつて（1970年代まで）使用されていた社章は、○の中に小文字アルファベットの“f”と“s”を組み合わせたものである。

### 富士電機製造
前身の富士電機製造は1923年（大正12年）8月、古河電気工業とシーメンスの合弁会社として設立された。取締役は日本シーメンスの社長ベルンハルド・ムーア、ヘルマン・ライス、ハインリヒ・フォン・ボーアが務めた。投資会社は第一生命保険、三菱銀行、三井銀行、大株主は古河電機と古河鉱業計約20万株、ジーメンス・シュッケルト及びジーメンス・ハルスケ計約15万株、帝国生命保険1万株、浜松銀行8,750株、三菱電機7,500株。
関連会社には富士通信機製造、富士電機工廠、東京芝浦電機、富士航空計器があり、1940年代には資本金2,500万円（50万株）、年間売上額3,000万円の規模となった。三菱商事、三井物産、大倉商事、満洲国奉天の安宅産業などの商社を通じて国外からも受注しており、発注元には以下のアメリカの金属機械製造会社の他、イギリス航空産業のルーカス・インダストリーズもあった。
- ウェスティングハウス・エレクトリック
- SKF（英語版）
- カーニー・トレッカー（英語版）
- ルーカス・インダストリーズ（英語版）
- ノートン・モーターサイクル会社（英語版）
- ガルフ・アンド・ウェスタン・インダストリーズ（英語版）
- ケイト・グリーソン（英語版）
- カムデン・フォージ会社（英語版）
- Niles Tool Works [12]
- American Tool Works[13]
- Lodge and Shipley Tool Company[14]
- Goddard and Goddard
- Gidding and Lewis
- Armco Industries
- E.D. Bullard Company
- Horton Manufacturing Company [15]
- Slocomb Company

### 富士通との関係
1935年（昭和10年）6月20日に電話部所管業務を分離し、現在の富士通になる富士通信機製造株式会社が独立している。すなわち、富士電機は富士通の出身母体である。
その後、富士通はファナックやニフティなど優良企業を多数輩出している。富士通および系列会社とは、互いに筆頭株主、役員を相互に出し合う、同等の取引・パートナー関係、共同で新会社を設立するなど、兄弟会社のような親密な関係が続いていたが、平成時代に入りこうした株式持ち合いが問題になったことから、取締役相互派遣停止を経て、2017年（平成29年）2月に株式相互保有方針の見直しを行い、富士電機保有の富士通株式の売却を発表した（2月8日実施）。富士通保有の富士電機株式も2017年（平成29年）9月29日付で売却され、古河グループであること以外の関係性は弱くなった。実際に両社はプロサッカーにおいてそれぞれ別のチームを支援している。

## 沿革
前述のとおり、古河電気工業と独・シーメンス社との資本・技術提携によって誕生した企業であるが、そもそものきっかけは古河電気工業の母体である古河鉱業（現・古河機械金属）創始者の古河市兵衛とシーメンスが関係を持った事から、古河鉱業とシーメンスの間で銅の消費を促す為の電機機器製造会社設立の話が持ち上がったことにある。しかし、世界情勢の変化による双方のすれ違いによって設立合意が長引き、最終的には古河鉱業に変わって古河電気工業がシーメンスと合弁会社設立の合意に至り、富士電機製造株式会社が設立されることになる。
- 1921年 - 古河電気工業とシーメンスが、合弁会社設立の契約締結。

### 富士電機製造株式会社
- 1923年 - 「富士電機製造株式会社」設立。
- 1924年 - 川崎工場操業開始。
- 1927年 - 家電部門に進出。
- 1933年 - 通信機部門に進出、電話部を設置。
- 1935年 - 電話部を「富士通信機製造」（現 富士通）として分社化。
- 1937年 - 計測器部門に進出。
- 1942年 - 松本工場 操業開始。
- 1943年 - 吹上工場・豊田工場（現 東京事業所） 操業開始。
- 1944年 - 三重工場 操業開始。
- 1953年 - 半導体部門に進出。
- 1961年 - 千葉工場 操業開始[18]。
- 1965年 - 富士通信機製造がグループから離脱（1967年に富士通に商号変更する）
- 1966年 - 家電事業を子会社「富士電機家電（旧 東京富士電機家電）」に移管（その後、1976年に廃業[注 6]）。
- 1968年 - 川崎電機製造を合併、神戸工場・鈴鹿工場を編入。
- 1969年 - 自動販売機事業に進出。アメリカ最大の自販機メーカー、シーバーグ社と技術提携。[19]
- 1973年 - 大田原工場 操業開始。
- 1975年 - 物流部門を「富士物流」として分社。
- 1977年 - 「富士ファコム制御」（富士通との合弁。現在は、富士通グループ「富士通アドバンストエンジニアリング」）設立
- 1980年 - 「富士電機総合研究所」（後の富士電機アドバンストテクノロジー）設立。

### 富士電機株式会社 (1984 - 2003)
- 1984年 - 「富士電機株式会社」へ社名変更。
- 1991年 - 山梨工場 操業開始。
- 1994年 - 特例子会社 株式会社富士電機フロンティア設立。
- 1999年 - カンパニー制導入。電機システムカンパニー、機器・制御カンパニー、電子カンパニー、民生（流通）機器システムカンパニーを設立
- 2001年7月1日：日立製作所および明電舎との共同出資により日本AEパワーシステムズを設立[20]。

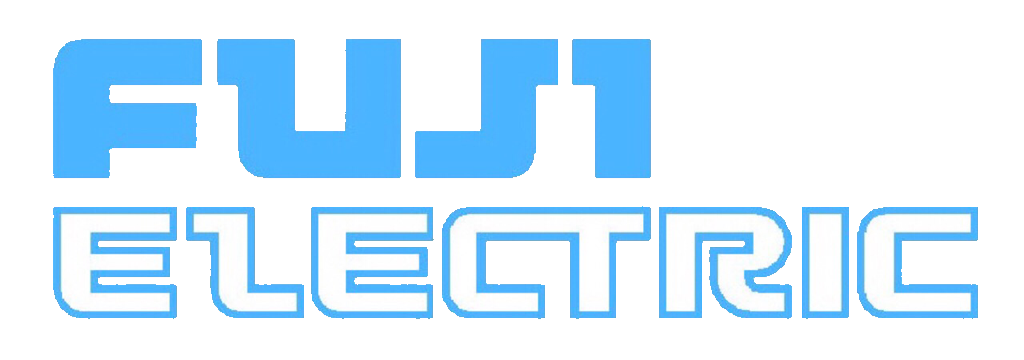
旧ロゴ

- 2002年 - 三洋電機自販機を買収[21]（吹上富士自販機に商号変更）、同社の営業部門は民生（流通）機器システムカンパニーへ編入。新CI「Fe」導入。
- 2003年4月 - 純粋持株会社制移行に先駆け、民生（流通）機器システムカンパニーを既設子会社「富士電機リテイルシステムズ（旧 富士電機冷機）」（FRS）へ吸収分割で移管すると共に吹上富士自販機を吸収合併させ、埼玉工場となる（リテイルシステム部門）[22]。

### 富士電機ホールディングス株式会社
- 2003年10月 - 純粋持株会社制移行により、社名を「富士電機ホールディングス株式会社」に変更[4][5]。
  - 電機システムカンパニーを既設子会社「富士電機システムズ」（FES）へ吸収分割で移管（電機システム部門）[5]
  - 機器・制御カンパニーを新設分割で「富士電機機器制御」（FCS）として分社（機器・制御部門）[5]
  - 電子カンパニーを新設分割で「富士電機デバイステクノロジー」（FDT）として分社（電子デバイス部門）[5]
  - 研究部門を既設子会社「富士電機アドバンストテクノロジー（旧 富士電機総合研究所）」（FAT）へ吸収分割で移管[5]
- 2006年 - FES、熊本工場 操業開始
- 2008年 - 機器・制御部門を電機システム部門に統合、FCSをシュナイダーエレクトリックグループとの合弁会社に移行、「（新）富士電機機器制御」を設立。旧FCSは「富士電機アセッツマネジメント」となる（翌年にFESに吸収合併）。
- 2009年 - 東京国税局の税務調査で、2005年3月期から2008年3月期の税務申告について、約6億円の所得隠しを指摘される[23]。
  - FATを吸収合併し、研究部門を直営化。
- 2010年4月 - 事業セグメントを再編、エネルギー・環境事業へ注力（FESが事実上の中核）。
  - 9月 - 富士物流が富士電機グループから離脱。
- 2011年2月 - FESのメーター事業をGEとの合弁会社「GE富士電機メーター」に承継。

### 富士電機株式会社 (2011 - )
- 2011年4月 - 純粋持株会社制を廃止し、富士電機システムズ及び富士テクノサーベイを吸収合併すると共に、以前の「富士電機株式会社」に社名を戻す。
- 2011年7月 - 富士電機デバイステクノロジーを吸収合併。
  - FRS埼玉工場・FDT山梨工場を一時閉鎖。
- 2012年2月 - AIJ投資顧問による年金資産消失問題の被害者の中で最大被害額（投資額93億円、富士電機企業年金基金全体の9%相当）となり、2012年4月28日に連結で70億円の特別損失（退職給付引当金）計上を発表[24]。
- 2012年4月 - 事業セグメントを再編、日立製作所・明電舎と共同出資の日本AEパワーシステムズ合弁解消に伴い、受け皿会社富士電機T&Dサクセションを経由して、変電・配電事業を直営に戻す。
- 2012年7月 - ルネサス エレクトロニクス子会社であるルネサス北日本セミコンダクタの津軽工場を買収、子会社富士電機津軽セミコンダクタとして承継[25]
- 2012年10月 - 富士電機リテイルシステムズを吸収合併、自動販売機事業を直営化[26]。
- 2013年4月 - 山梨製作所内にメガソーラー・南アルプスエネルギーパークを開設、太陽光発電事業へ参入[27]
- 2014年3月 - 太陽電池セル事業及び熊本工場ほかを売却、同事業から撤退[28]
- 2014年10月 - 富士電機千葉テックを吸収合併[29]。
- 2015年12月28日 - 富士電機病院(横浜市鶴見区)を石心会グループの医療法人鶴見会（現・医療法人社団新東京石心会）に譲渡。さいわい鶴見病院に改名[30]。
- 2023年6月-  飲食店用コーヒーマシン市場に約12年ぶりに再参入[31]。

## 事業内容や拠点

### 展開している事業
富士電機公式サイトの事業紹介に掲載されている事業分野内容の一覧を基に作成
- パワエレ エネルギー事業
  - 変電システム
    - モールド変圧器（国内3位）
    - 大容量整流器（世界1位）
    - 電磁開閉器（国内1位）

  - エネルギーマネジメント
    - エネルギーマネジメントシステム

  - 施設・電源システム
    - 中大容量UPS（国内1位）
    - 電機盤

  - 器具
    - 受配電・制御機器
- パワエレ インダストリー事業
  - ファクトリーオートメーション
    - 回転機
    - インバータ（国内2位）
    - 小型電源
    - PLC（プログラマブルロジックコントローラ）
    - サーボ・モーター
    - 計測機器・センサ

  - プロセスオートメーション
    - 産業プラント（監視制御・設備監視システム）
    - 工業電熱（誘導加熱システム）

  - 社会ソリューション
    - 鉄道車両
    - EGCS（スクラバ）
    - 交通（集塵機・車両判別）
    - 放射線機器・システム

  - 情報ソリューション
    - IoT・クラウドシステム
    - 管理分析システム
    - MES・EMS
    - 業務支援システム
- 発電プラント事業
  - 火力発電設備
  - 水力発電設備（国内3位）
  - 地熱発電設備（世界1位）
  - 太陽光発電設備（国内3位）
  - バイオマス発電設備（国内1位）
  - 燃料電池
- 半導体事業
  - パワー半導体
    - IGBTモジュール（世界3位）
- 食品流通事業
  - 自動販売機（国内1位）
  - 店舗流通（コールドチェーン機器・釣銭機）

### 主要な拠点
公式サイトの国内拠点・会社案内より、本社・主要国内製造拠点を抜粋
- 事務所
  - 本社 - 東京都品川区大崎1丁目11-2 ゲートシティ大崎イーストタワー
神田事務所 - 東京都千代田区外神田6丁目15-12 いちご秋葉原ノースビル
八丁堀事務所 - 東京都中央区八丁堀4丁目5-4 FORECAST桜橋ビル

ほか、営業・サービス拠点が全国各地に所在する。
- 製造拠点と製造担当製品、担当研究施設
  - 川崎工場 - 神奈川県川崎市（富士電機創業の地）：蒸気タービン、水車、発電機、回転機、原子力関連機器、集じん機
  - 鈴鹿工場 - 三重県鈴鹿市：汎用インバータ、サーボシステム、モータ、汎用発電機、オゾナイザ、高圧インバータ、車両用制御装置
  - 松本工場 - 長野県松本市：半導体デバイス、感光体、スイッチング電源
  - 東京工場 - 東京都日野市：分散型制御装置、情報伝送装置、保護／制御監視装置、配電盤、放射線機器・システム、IMM、MEMS
  - 神戸工場 - 兵庫県神戸市：配電盤、制御盤、無停電電源装置
  - 千葉工場 - 千葉県市原市：変圧器、整流器、アレスター
  - 三重工場 - 三重県四日市市：自動販売機、コールドチェーン機器
  - 吹上工場 - 埼玉県鴻巣市（富士電機機器制御株式会社主管）：電磁開閉器、高圧真空遮断器、制御リレー
  - 大田原工場 - 栃木県大田原市（富士電機機器制御株式会社主管）：漏電遮断器、配線用遮断器、タイマ、カウンタ、ガス関連機器、リミットスイッチ
  - 筑波工場 - 茨城県稲敷郡阿見町（(株)茨城富士より電機盤事業を移管）：配電盤、無停電電源装置
  - 山梨工場 - 山梨県南アルプス市：半導体製造
  - 設備技術センター - 埼玉県鴻巣市（旧 富士電機リテイルシステムズ埼玉工場←吹上富士自販機←三洋電機自販機）：生産技術部門の拠点施設

なお、これら富士電機本体・富士電機機器制御以外の子会社の事業所・工場で製造している製品がある。

### 研究の拠点
研究開発体制より。
- 先端技術研究所
  - 東京工場及び吹上工場に設置
- デジタルイノベーション研究所
  - 東京工場に設置
- 技術戦略室
  - 大崎本社事務所に設置
- 知的財産センター
  - 大崎本社事務所、東京工場、松本工場、三重工場に設置
- ほか、事業本部毎の開発部門もある。

以前は、研究専門会社富士電機アドバンストテクノロジー株式会社が存在したが、2009年10月に吸収合併した。持株会社体制移行前に遡ると、「中央研究所」「超高圧電力研究所」「情報システム研究所」が所在しており、1980年に富士電機アドバンストテクノロジーの前身となる株式会社富士電機総合研究所を設立して分社化しており、富士電機総合研究所分社後に設立された情報システム研究所は持株会社体制移行時の富士電機アドバンストテクノロジー設立時に継承している（詳細は富士電機アドバンストテクノロジーの沿革を参照）。
また、東京大学 先端科学技術研究センターと産学連携で「東大富士電機ラボ」を設立しており、海外では中華人民共和国現地統括本社内に「R&Dセンター」を、浙江大学との産学連携で同大学内にも「R&Dセンター」を設置している。

## 事業体制と中核事業会社

### 特徴
カンパニー制導入時から持株会社体制移行直後までは、4部門に分かれており、持株会社体制移行に際して、各4部門にそれぞれ1社ずつ、中核事業会社を割り当てた。その後、機器・制御部門が電機システム部門に統合され3部門となる。
4社の内、FESに事業を分割統合して、他の3社は部門の中の1事業の専業会社となる再編が順次された。
2010年4月に「エネルギー・環境」事業への注力に伴い、大幅に再編された。
さらに2011年4月には、エネルギー・環境事業の中心にいるFESを吸収合併して、持株会社体制を廃止した。

### カンパニー制
- 〈電機システム 部門〉電機システムカンパニー
- 〈機器・制御 部門〉機器・制御カンパニー
- 〈電子デバイス 部門〉電子カンパニー
- 〈リテイルシステム 部門〉民生（流通）機器システムカンパニー
- 〈研究・開発〉情報関連システム等の開発部門・生産技術研究開発部門・富士電機総合研究所

### 持株体制移行 - 2008年6月
- 〈電機システム 部門〉富士電機システムズ
- 〈機器・制御 部門〉（旧）富士電機機器制御
- 〈電子デバイス 部門〉富士電機デバイステクノロジー
- 〈リテイルシステム 部門〉富士電機リテイルシステムズ
- 〈研究・開発〉富士電機アドバンストテクノロジー

### 2008年7月 - 2009年9月
- 〈電機システム 部門〉（機器・制御 セグメントを統合）富士電機システムズ 及び （新）富士電機機器制御 ← （旧）富士電機機器制御（機器制御は、2008年10月にシュナイダーエレクトリックグループとの合弁会社に移行）
  - サブセグメント：ドライブ、産業プラント、発電プラント、オートメーション、器具、半導体（器具のみ機器制御、それ以外はシステムズ主導）
- 〈電子デバイス 部門〉富士電機システムズ 及び 富士電機デバイステクノロジー
  - サブセグメント：半導体（電機システムに分離・統合）、感光体、ディスク媒体（感光体はシステムズ、ディスク媒体はデバイステクノロジー）
- 〈リテイルシステム 部門〉富士電機リテイルシステムズ
  - サブセグメント：自販機・フード機器分野、通貨機器分野、コールドチェーン機器分野
- 〈研究・開発〉富士電機アドバンストテクノロジー

### 2009年10月 - 2010年3月
- 〈電機システム 部門〉（機器・制御 セグメントを統合）富士電機システムズ 及び 富士電機機器制御
  - サブセグメント：ドライブ、産業プラント、発電プラント、オートメーション、器具、半導体（器具のみ機器制御、それ以外はシステムズ主導）
- 〈電子デバイス 部門〉富士電機システムズ 及び 富士電機デバイステクノロジー
  - サブセグメント：半導体（電機システムに分離・統合）、感光体、ディスク媒体（感光体はシステムズ、ディスク媒体はデバイステクノロジー）
- 〈リテイルシステム 部門〉富士電機リテイルシステムズ
  - サブセグメント：自販機・フード機器分野、通貨機器分野、コールドチェーン機器分野
- 〈研究・開発〉富士電機ホールディングス 先端技術研究所

### 2010年4月 - 2011年3月
- ソリューション（電機システム（旧 機器・制御含む）を核として、リテイルシステム：コールドチェーン機器を統合、工事及び旧 機器・制御：器具を分離） - 富士電機システムズ
  - 〈エネルギーソリューション 部門〉
    - サブセグメント：グリーンエネルギーソリューション、グリッドソリューション

  - 〈環境ソリューション 部門〉
    - サブセグメント：産業エネルギーソリューション、輸送ソリューション、社会ソリューション
- プロダクト
  - 〈半導体 部門〉（電機システム（旧 電子デバイス）から分離。電子デバイス：感光体含む） - 富士電機システムズ
  - 〈器具 部門〉（電機システム（旧 機器・制御)から分離） - 富士電機機器制御（一部、富士電機システムズ）
  - 〈ディスク媒体 部門〉（電子デバイスを解体） - 富士電機デバイステクノロジー
  - 〈自販機 部門〉（リテイルシステムを解体。フード機器及び通貨機器を含む） - 富士電機リテイルシステムズ
- 〈工事・その他 部門〉（電機システム：工事を分離し、その他と統合）
- 〈研究・開発〉 - 富士電機ホールディングス 先端技術研究所

### 2011年4月 - 2011年6月
- プラント - 富士電機（ソリューションを再編、一部プロダクトに編入）
  - 〈エネルギー 部門〉（旧 エネルギーソリューション部門を解体して、サブ：グリーンエネルギーソリューションを独立）
  - 〈産業システム 部門〉（旧 環境ソリューション部門を解体して、サブ：産業ソリューションを独立）
  - 〈社会システム 部門〉（旧 エネルギーソリューション部門を解体して、サブ：グリッドソリューションから太陽電池を分離の上、旧環境ソリューション部門サブ：社会ソリューションの流通システムを統合）
- プロダクト
  - 〈パワエレ機器 部門〉 - 富士電機（旧 環境ソリューション部門を解体して、サブ：輸送ソリューションを核にサブ：社会ソリューションの電源を統合して、プロダクトに編入）
  - 〈電子デバイス 部門〉 - 富士電機 及び 富士電機デバイステクノロジー（旧半導体部門と旧 エネルギーソリューション部門サブ：グリッドソリューションの太陽電池、旧ディスク媒体部門を統合。初代電子デバイス部門に太陽電池を追加した形）
  - 〈器具 部門〉 - 富士電機機器制御（一部、富士電機）
  - 〈自販機 部門〉 - 富士電機リテイルシステムズ
- 〈工事・その他 部門〉
- 研究・開発 - 富士電機
  - 〈先端技術研究所〉
  - 〈製品・技術研究所〉
  - 〈電子デバイス研究所〉

### 2011年7月 - 2012年3月
- プラント - 富士電機
  - 〈エネルギー 部門〉
  - 〈産業システム 部門〉
  - 〈社会システム 部門〉
- プロダクト
  - 〈パワエレ機器 部門〉 - 富士電機
  - 〈電子デバイス 部門〉 - 富士電機
  - 〈器具 部門〉 - 富士電機機器制御（一部、富士電機）
  - 〈ディスク媒体 部門〉 - 富士電機（マレーシア富士電機社）
  - 〈自販機 部門〉 - 富士電機リテイルシステムズ
- 〈工事・その他 部門〉
- 研究・開発 - 富士電機
  - 〈先端技術研究所〉
  - 〈製品・技術研究所〉
  - 〈電子デバイス研究所〉

### 2012年4月 - 2012年9月
- 発電・社会インフラ
  - 〈発電プラント〉
  - 〈社会インフラ〉
- 産業インフラ
  - 〈産業プラント〉
  - 〈ファシリティ〉
- パワエレ機器
  - 〈ドライブ〉
  - 〈パワーサプライ〉
  - 〈器具〉 - 富士電機機器制御、主幹
- 電子デバイス
  - 〈半導体〉
  - 〈ディスク媒体〉 - （マレーシア富士電機社）
- 食品流通
  - 〈自販機〉 - 富士電機リテイルシステムズ、主幹
  - 〈店舗流通〉
- 研究・開発
  - 〈先端技術研究所〉
  - 〈製品・技術研究所〉
  - 〈電子デバイス研究所〉

### 2012年10月 -
- 発電・社会インフラ
  - 〈発電プラント〉
  - 〈社会インフラ〉
- 産業インフラ
  - 〈産業プラント〉
  - 〈ファシリティ〉
- パワエレ機器
  - 〈ドライブ〉
  - 〈パワーサプライ〉
  - 〈器具〉 - 富士電機機器制御、主幹
- 電子デバイス
  - 〈半導体〉
  - 〈ディスク媒体〉 - （マレーシア富士電機社）
- 食品流通
  - 〈自販機〉
  - 〈店舗流通〉
- 研究・開発
  - 〈先端技術研究所〉
  - 〈製品・技術研究所〉
  - 〈電子デバイス研究所〉

## 関連企業
※形態は全て株式会社である。

### 主要グループ会社
（日本国内についてのみ挙げる。太字は上場企業。「富士電機」あるいは「富士」を用いた子会社が多い）

#### 連結子会社（特定子会社）
持株会社時代の中核事業会社。
- 富士電機機器制御（埼玉県鴻巣市、吹上工場内） - 器具部門（旧電機システム部門←機器・制御部門）：制御機器、受配電機器。
  - 2008年7月に旧富士電機システムズにシステム機器事業部門および電源営業部門を吸収分割、器具事業専業化。
  - 2008年10月にシュナイダーエレクトリックグループとの合弁会社へ移行。

#### 連結子会社（その他）
直系（共通）
- 富士電機エフテック（埼玉県鴻巣市、設備技術センター (旧埼玉工場)内） - 2010年4月1日付けで、富士電機松本メカニクス及び富士電機グループ全体の金型技術・技能部門を統合[33]
- 富士電機ITセンター（東京都品川区、本社内） - 旧 富士電機情報サービス株式会社。2010年4月1日付けで商号変更し、中核事業会社群のIT部門を統合、オフィスサービス部門を富士オフィス&ライフサービスに移管[34]。
- 富士オフィス&ライフサービス（東京都品川区、本社内） - 旧 富士ライフ株式会社。保険代理店、不動産業、旅行業（主に富士電機グループ社員向け）、派遣、オフィスサービス。2010年4月1日付けで、富士ブレイントラスト及び富士電機情報サービスのオフィスサービス部門を統合して商号変更[34]。
- 富士電機フィアス株式会社（東京都品川区、本社内） - グループ内を専門とした金融サービス。

直系（旧FRS系）
- 信州富士電機（長野県上田市、信州工場内） - 通貨関連機器の製造
- 宝永プラスチックス（三重県四日市市、三重工場内）
- 三重富士（三重県四日市市、三重工場内）

FCS系
出資比率の関係（富士電機有価証券報告書）で以下のうち少なくとも秩父富士・富士電機テクニカ・北海道富士電機及び海外子会社（記載省略）はFCSの子会社として存在することはありえない。
- 秩父富士（埼玉県秩父郡小鹿野町）
- 富士電機テクニカ（東京都中央区、機器制御本社内） - 制御部品の販売・開発・アフターサービスなど
- 北海道富士電機（北海道札幌市中央区） ※ 富士電機有価証券報告書の主な事業の内容では、「器具」ではなく「全セグメント」に分類されている。

- 宝永電機（大阪府大阪市淀川区） ※ 富士電機有価証券報告書の主な事業の内容では、「器具」ではなく「全セグメント」に分類されている。

直系（旧FES系）
- 富士電機メーター（東京都品川区、本社内） - 電力メーター（スマートメーター）の製造・販売・アフターサービス。かつてはGEとの合弁会社「GE富士電機メーター株式会社」だった。
- 茨城富士（茨城県下妻市） - 制御盤・配電盤等の製造・販売
- 発紘電機（石川県白山市） - 制御装置製品の開発・製造・販売
- 富士アイティ（東京都立川市） - 情報システム等のトータルソリューション
- 富士電機ITソリューション（東京都千代田区） - コンピュータ・通信機器の販売
- 富士電機E&C（神奈川県川崎市幸区） - 旧富士電機工事→富士電機E&C（初代）→富士古河E&C。各種プラント設備の設計・施工・電気工事・据付工事。2009年10月1日付で古河総合設備および富士電機総設と合併[35]。2025年2月3日に富士電機の完全子会社化[36]。
- 富士電機FAサービス（三重県鈴鹿市、鈴鹿工場内） - 2009年2月1日付で富士電機モーターサービスが富士電機テクニカのCE部門と統合して設立。
- 富士電機パワーセミコンダクタ（長野県松本市、松本工場内） - 旧 株式会社大町富士、北陸富士及び飯山富士を統合。半導体デバイスの製造
- フェステック（東京都日野市、東京事業所内） - 労働者派遣・請負 (FES TEC)。
- 富士電機津軽セミコンダクタ（青森県五所川原市） - 半導体の製造・販売。2012年7月1日付で、ルネサス エレクトロニクス子会社であるルネサス北日本セミコンダクタより買収した津軽工場を運営する企業（ルネサス北日本が「ルネサス津軽セミコンダクタ」として吸収分割後、富士電機が同社の株式を購入すると共に商号変更することにより設立（ルネサス北日本セミコンダクタ）

持分法適用 関連会社
- メタウォーター（東京都港区） -富士電機水環境システムズ（FES子会社）とNGK水環境システムズ（日本ガイシ子会社）が2008年4月1日付で合併。水処理設備全般、2014年12月19日東証一部上場。

持分法適用 非連結子会社
- 富士ファーマナイト（神奈川県川崎市） - 配管工事におけるシーリング施工、「ファーマナイト工法」。富士古河E&Cが90%を保有する同社の子会社。

### グループに属さないが関係がある企業

#### 資本関係
（純投資以外の目的、富士物流以外は第135期 有価証券報告書に基づく）
- 古河グループ
  - 富士通（神奈川県川崎市）
    - FDK（東京都港区）：同社の前身、「東京電気化学工業」（現・TDKとなる同名の事業者とは無関係）が1953年に富士電機製造と資本提携を結び、1958年より「富士電気化学」となる。これを機に富士電機製造は自社ブランドの乾電池を製造していたこともある。その後、1972年に富士通系列に移動する。2010年現在でも1.39%出資している。

  - 古河電気工業（東京都千代田区） ※ 相互出資
  - ファナック（山梨県南都留郡忍野村） ※ 相互出資（2011年3月期第1四半期に大量売却）
  - 古河機械金属（東京都千代田区） ※ 相互出資
  - 損害保険ジャパン（東京都新宿区） ※ 当社株主
  - ADEKA（東京都荒川区）
  - 横浜ゴム（東京都港区）
  - 日本ゼオン（東京都千代田区）
  - 富士物流（東京都港区） ※ 2010年9月24日付で三菱倉庫連結子会社となり、富士電機グループから離脱（古河グループに属し続けるかは不明）。ただし、最低でも2年間は5%を保有し、これまでの取引上の関係は維持することになっている。
- その他（所在地省略）
  - 月島機械 ※ 筆頭株主、FESとの水環境事業に関する業務提携に伴う（日本ガイシとの間で水環境事業の統合（後のメタウォーター）を決定したことにより、業務提携は解消済み）
  - フジテック ※ 提携関係
  - 川崎重工業 ※ 取引関係、1968年に合併した川崎電機製造の母体でもある
  - 信越化学工業 ※ 取引関係
  - JRグループ
    - 東日本旅客鉄道（JR東日本） ※ 取引関係
    - 東海旅客鉄道（JR東海） ※ 取引関係
    - 西日本旅客鉄道（JR西日本） ※ 取引関係

  - 東光電気（東京電力ホールディングス系列） ※ 提携関係
  - 電力会社
    - 北海道電力 ※ 取引関係
    - 東北電力 ※ 取引関係
    - 中部電力 ※ 取引関係
    - 北陸電力 ※ 取引関係
    - 関西電力 ※ 取引関係
    - 中国電力 ※ 取引関係

  - 日本製鋼所 ※ 取引関係
  - 能美防災 ※ 取引関係
  - 三菱UFJ銀行 ※ 金銭取引関係
  - 富士交易 ※ 相互出資
  - 関東電化工業 ※ 取引関係
  - みずほフィナンシャルグループ ※ 金銭取引関係
  - 旭化成 ※ 取引関係
  - 京成電鉄 ※ 取引関係
  - 山口フィナンシャルグループ ※ 金銭取引関係

#### 資本関係（子会社）
（子会社を通じて、有価証券報告書では未報告）
- イーラボ（東京都日野市） ※ 富士電機情報サービスより
- 富士ベンディングサービス ※ FRSより[注 9]。
- 日東パシフィックベンディング（東京都中央区） ※ FRSより
- 高見沢サイバネティックス（東京都中野区）※FRS（退職給付信託口） - 券売機、自動販売機、貨幣処理機器の製造、販売など。JASDAQ上場 (6424)。もと富士電機、富士電機冷機（いずれも当時）の出資により提携、現在はFRS退職給付信託口による株式保有につき、強く経営には関与しておらず、関連会社にも含めていない。

#### その他
（資本関係は無いか薄いが縁のある企業）
- 東洋電機製造（東京都中央区） - 2009年に、国外向け鉄道車両用電機品事業で提携。その後、東洋電機製造は日立製作所と同分野における資本業務提携を結んだ。
- 山陽電気鉄道（兵庫県神戸市） - 1968年に合併した川崎電機製造時代からの顧客であり、現在も車両の制御装置や主電動機に富士電機製品の採用がされている。
- 富士電機産業（大阪府）：少なくとも設立に当時の富士電機製造が関わっている。資本関係については不明。また、現在はFCSと取引関係にある。
- 山形富士電機（山形県）：山形県総特約店である。
- ヨロズ（神奈川県横浜市）：富士電機製造の社員だった志藤六郎が独立して設立された企業がルーツ。志藤六郎の法人とも、現在の法人とも資本・取引関係は無い。
- 冨士電機（長野県）：総合卸商社であるが、資本関係はないものの、現在はFCSと取引関係にある。

ほか

### 名称が類似しているがグループとは無関係の企業
日本最高峰富士山の“富士”を名称につけていることから、称号が類似する企業は数え切れないほど存在する。ここでは、一例のみとする。
- 富士電機製作所（静岡県）
- 富士電機'工業（東京都、北海道それぞれ別個に存在）
- 富士テクニカ（静岡県）：FCS系列の富士電機テクニカと類似しているが一切無関係。

## テレビ番組
- 日経スペシャル ガイアの夜明け できる新卒を採れ ～人材獲得大作戦～（2006年4月11日、テレビ東京）[38] - 理系学生の採用活動を取材。

## 広報・広告

### 屋外広告

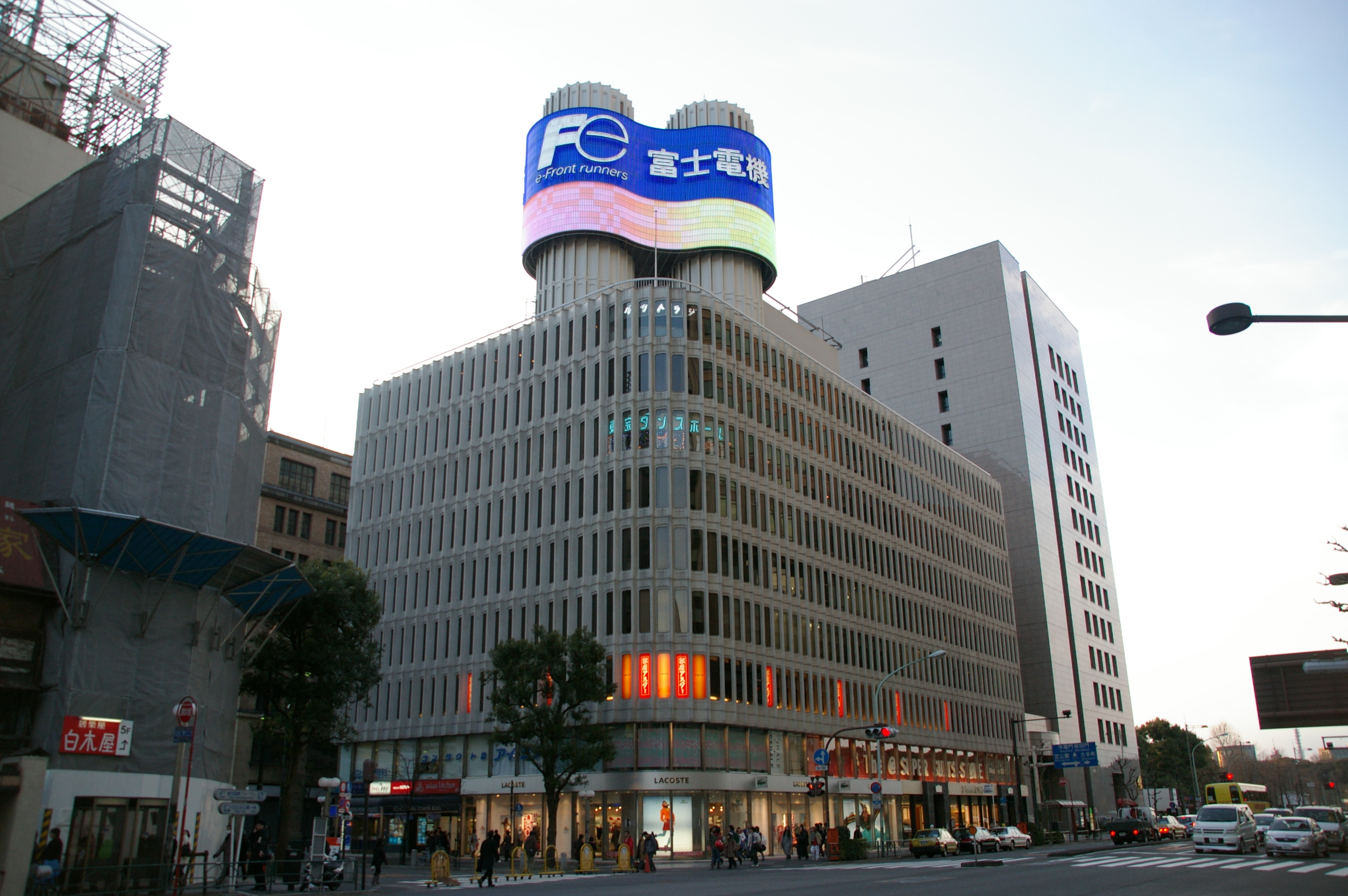
東宝ツインタワービルのネオンサイン

- 東京・日比谷の東宝ツインタワービルなどにネオンサインを掲出している。

### 過去の提供番組
- にあんちゃんなどの富士ホーム劇場 - 1社提供番組。
- 夫婦百景 - 第1期から中期までの1社提供番組。
- 日本テレビ火曜8時枠時代劇 - 複数社提供の1社。
- 日本テレビ天気予報 - 関東ローカルで1980年代頃に提供。
- 塩谷育代のゴルフ魅せます、吉川なよ子の爽やかゴルフ- 古河グループの1社として提供に参加。
- 斉藤由貴のサウンドクルージング - FM大阪製作 - JFN系全国ネット番組（1993年頃）

### イメージソング
70周年記念イメージソング
『大きくなったなら 〜熱く、高く、そして優しく〜』
LINDBERG が制作・演奏した。当該CDシングルは非売品。現在は使用されていない。

## 代理店
上場企業の代理店としては、明治電機工業、佐鳥電機、スズデン等がある。